# Rudolf Rohrer
Rudolf Maria Rohrer (6. září 1838 Brno – 6. prosince 1914 Brno) byl rakouský podnikatel a politik německé národnosti z Moravy; poslanec Moravského zemského sněmu a majitel významné tiskárny a nakladatelství.

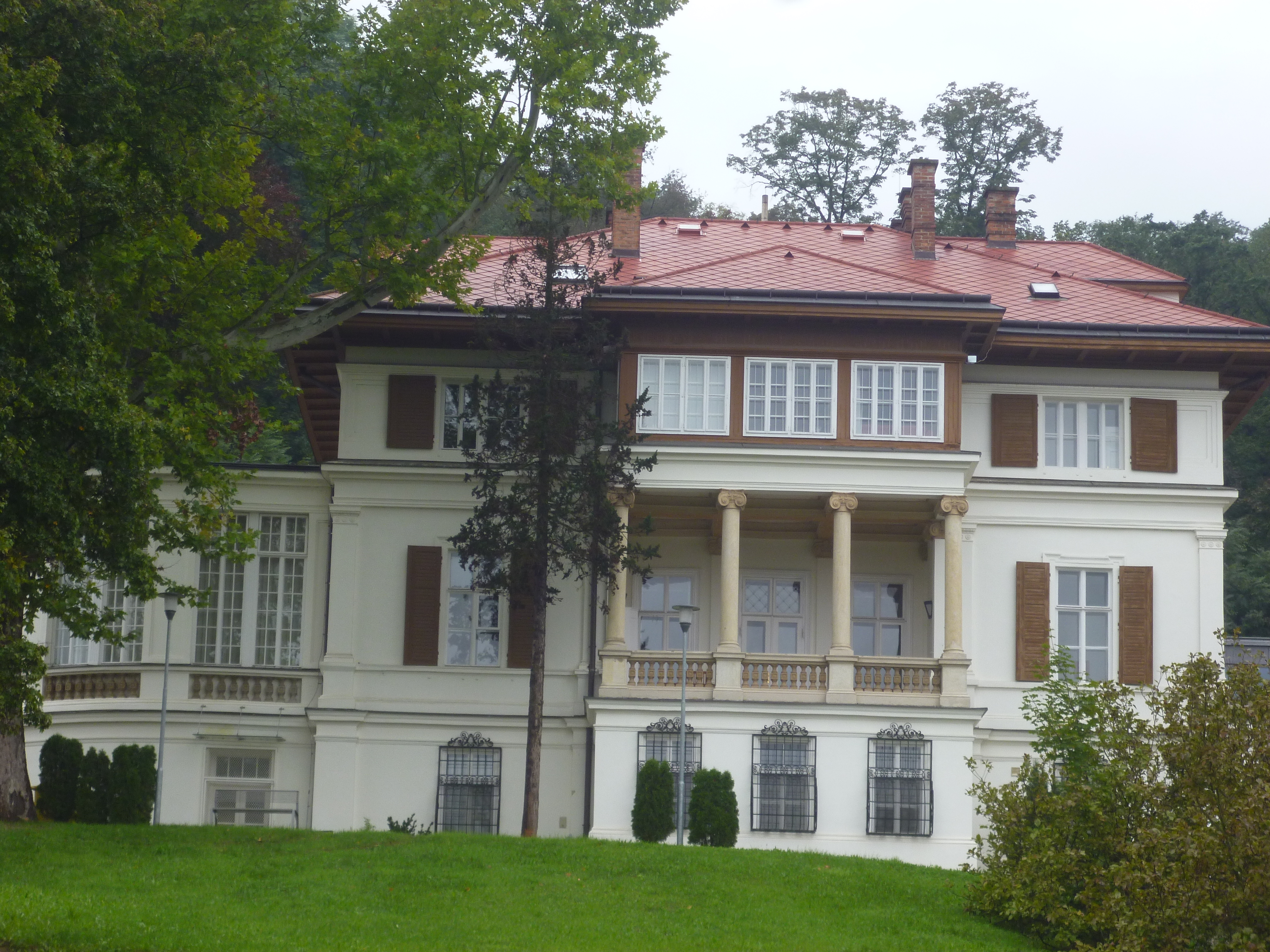
Rohrerova vila

## Biografie
Působil jako majitel významné tiskárny a nakladatelství. Angažoval se veřejně a politicky. Zasedal se vedení spolku Německý dům, též ve spolku Deutsche Lesehalle, Brünner Deutscher Turnverein nebo Brünner Freiwillige Rettungsgesellschaft. Působil jako viceprezident Obchodní a živnostenské komory v Brně a prezident Moravskoslezské pojišťovny. Od roku 1892 do roku 1914 byl náměstkem starosty Brna. Od roku 1871 do roku 1905 byl členem okresního výboru pro vnitřní město v Brně. V brněnském obecním výboru poprvé usedl už roku 1873.
Získal rytířský titul von Rohrer. V roce 1898 mu město Brno udělilo čestné občanství. Od roku 1908 nesla jeho jméno Rudolf-M.-Rohrer-Gasse v Brně (po roce 1918 ulice Na Baštách). Roku 1914 získal rytířský Řád Františka Josefa. Podle jiného zdroje získal Řád Františka Josefa už roku 1892 a roku 1908 mu byl udělen i Řád železné koruny.
Koncem 19. století se zapojil i do vysoké politiky. V doplňovacích zemských volbách 27. listopadu 1891 byl zvolen na Moravský zemský sněm, kde zastupoval kurii obchodních a živnostenských komor, obvod Brno. Mandát zde obhájil i v řádných zemských volbách v roce 1896, zemských volbách v roce 1902, zemských volbách v roce 1906 a zemských volbách v roce 1913. Poslancem byl do své smrti v roce 1914. V roce 1891 se uvádí jako německý liberál (tzv. Německá pokroková strana navazující na ústavověrný politický proud s liberální a centralistickou orientací). Za stejný politický tábor kandidoval i ve volbách roku 1896, 1902, 1906 a 1913.
V závěru života bydlel v Brně v neoklasicistní Rohrerově vile ve Veslařské ulici, kterou si v roce 1910 nechal přestavět z původního objektu architektem Leopoldem Bauerem.
Zemřel v prosinci 1914 ve věku 77 let.
Je pohřben na Ústředním hřbitově v Brně.
Jeho synem byl Rudolf Rohrer mladší (1864–1913), který pokračoval v rodinném podnikání, stejně jako vnukové Rudolf Maria Ernst Rohrer (1893–1917) a Friedrich Karl Ernst Rohrer (1895–1945).